# Haiku Stairs
A Ha'ikū lépcsők (Haʻikū Stairs), vagy más néven a lépcső a mennybe (Stairway To Heaven) vagy a Ha'ikū létra, egy legendás magaslati túraútvonal a Hawaii O'ahu szigetén. Összesen 3922 lépés hosszan vezet át az Oahu Ko'olau hegységen. 
A Haiku a nevében nem a japán költészet műfajára utal, hanem a terület, amin áthalad, a Haʻikū néven ismert az itt nyíló Kahili virág után.

## Története
Az összesen 4000 lépcső a Puu Keahi a Kahoe 850 méter magas csúcsára vezet fel majd kanyarog vissza a tenger szintjére. 1943-ban építettek a hegyre egy megfigyelő és több átjátszó-állomást, ezeket lehetett megközelíteni a lépcsőn. Miután az állomásokat a világháborút követően átvette a parti őrség, nagy részüket elbontották.

## Napjainkban

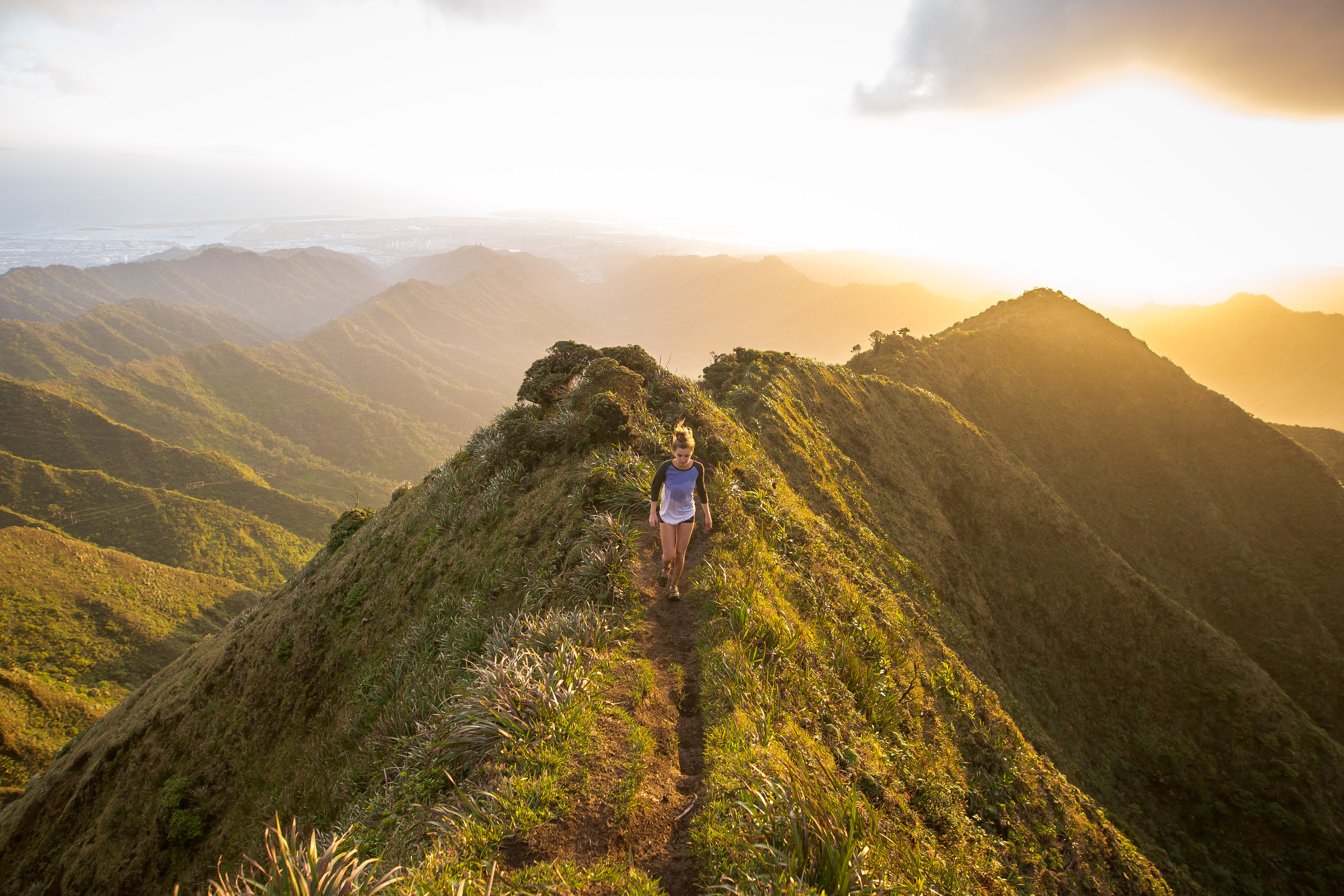
Haiku Stairs

A növekvő ismertsége miatt megszaporodtak a környéken a szeméthegyek, és a látogatók egyre gyakrabban kerültek összetűzésbe a helyi lakókkal. A hatóságok így inkább 1987-ben a lépcső lezárása mellett döntöttek, miután az amerikai parti őrség (utolsó) navigációs állomását is bezárták a hegyen.
A hatóságok a lépcső lebontása mellett szavaztak, de helyiek és főleg a lépcső megóvására létrejött szervezet, a „Friends of Haiku Stairs” szerint a turistaút évente 1,7 millió dollár bevételt is termelhet.